# Sweet Sixteen (film, 1983)
Pour plus de détails, voir Fiche technique et Distribution.
Sweet Sixteen est un film d'horreur américain réalisé par Jim Soto, sorti en 1983.

## Fiche technique
- Titre : Sweet Sixteen
- Réalisation : Jim Soto
- Scénario :
- Production :
- Pays d'origine :  États-Unis
- Langue originale : anglais
- Genre : horreur
- Durée :
- Dates de sortie : 1983

## Distribution
- Bo Hopkins : Sheriff Dan Burke
- Susan Strasberg : Joanne Morgan
- Patrick Macnee : Dr John Morgan
- Dana Kimmell : Marci Burke
- Aleisa Shirley : Melissa Morgan